# Mecynidis muthaiga
Mecynidis muthaiga là một loài nhện trong họ Linyphiidae.
Loài này thuộc chi Mecynidis. Mecynidis muthaiga được Anthony Russell-Smith & Rudy Jocqué miêu tả năm 1986.